# Teoria skapywania
Teoria skapywania (ang. Trickle-down theory) lub ekonomia skapywania (ang. Trickle-down economics) – populistyczny termin na określenie polityki gospodarczej przychylnej najbogatszym lub uprzywilejowanym. Pojęcie to nie jest definiowane naukowo w ekonomii, używane jest przez krytyków gospodarki leseferystycznej, szczególnie postulatów ekonomii podaży, zgodnie z którymi redukcja rządowych regulacji finansowych, np. zmniejszenie stopy opodatkowania, prowadzi do powszechnego dobrobytu, gdyż dobra osób zamożnych są niejako redystrybuowane (skapują) w kierunku reszty społeczeństwa przez inwestycje i zwiększanie zatrudnienia.
Sformułowanie pojawiło się po raz pierwszy podczas amerykańskiej kampanii prezydenckiej w 1932 roku.
W grudniu 2020 London School of Economics opublikowało analizę 50 lat reform podatkowych w 18 krajach OECD, w której stwierdzono, że redukcja obciążeń podatkowych dla najbogatszych nie ma wpływu na wzrost gospodarczy czy spadek bezrobocia, prowadzi tylko do powiększania się nierówności dochodowych. Autorzy publikacji podkreślili, że ich badania wspierają inne dowody pokazujące na brak korzyści ekonomicznych obniżania podatków dla najlepiej zarabiających grup społeczeństwa. Konkluzje tej publikacji były szeroko prezentowane w światowych mediach, jako wskazówka, że teoria skapywania nie działa.